# Любарский, Евгений Леонидович
Евгений Леонидович Любарский (3 октября 1930, урочище Соловейцев Ключ, Шкотовский район, Дальневосточный край, РСФСР — 1 декабря 2021) — геоботаник, доктор биологических наук, профессор Казанского государственного университета.

## Биография
Родился 3 октября 1930 года в урочище Соловейцев Ключ Шкотовского района Дальневосточного края. Отец — Леонид Вадимович Любарский, специалист в области лесной энтомологии и фитопатологии. Мать — Галина Васильевна (Мишина) Любарская.
В 1948 году окончил с золотой медалью Хабаровскую среднюю школу № 19.
В 1948 году поступил и в 1953 году окончил с отличием учёбу на биолого-почвенном факультете Казанского государственного университета по специальности «геоботаника». После получения диплома поступил в 1953 году в аспирантуру на кафедре геоботаники того же факультета.
Также имеет неполное высшее юридическое образование, в 1998—2000 годах был студентом юридического факультета Казанского государственного университета.
С 1953 года работает на кафедре геоботаники биолого-почвенного факультета Казанского государственного университета (с 1964 года переименована в кафедру ботаники):
- ассистент,
- доцент с 1962 года,
- профессор с 1970 года.

В период с 1974 по 1999 год был заведующим кафедрой ботаники.
Одновременно с основной работой в Казанском государственном университете в период с 1996 по 2008 год был профессором в Казанском юридическом институте МВД Российской Федерации.

## Научная деятельность
Кандидат биологических наук с 1959 года. Защитил кандидатскую диссертацию по теме «Луга в пойме реки Мёши», научный руководитель — профессор Михаил Васильевич Марков.
Доктор биологических наук с 1969 года. Тема докторской диссертации «Длиннокорневищные растения в биогеоценозе».
Член Нью-Йоркской Академии наук с 1995 года.
Научные интересы:
- геоботаника,
- популяционная и промышленная ботаника,
- лесоведение,
- общая экология,
- экологическое право.

Предложил новые методы геометрического моделирования в экологии, построения биоморфологических рядов жизненных форм растений, морфоструктурного анализа ценопопуляций, «популяционного поля».
Предложил серию новых понятий, классификаций, теоретических представлений, оценочных шкал и методов в геоботанике.
Активно участвовал в создании Красной книги Республики Татарстан.
Соавтор нескольких учебников по экологическому праву.
В 1959 году организовал Казанское отделение Всесоюзного ботанического общества (с 1998 года переименовано в Татарстанское отделение Русского ботанического общества), с 1972 года стал его председателем.
С 1973 года член Центрального совета Русского ботанического общества, в период с 1993 по 2003 год был членом его Президиума.
С 1975 года член Международного общества биологов-популяционистов.
С 1997 года член Национального географического общества США.
В разные годы был членом Головного совета по биологии Министерства образования Российской Федерации, членом Научного совета по проблемам ботаники РАН.

## Награды, премии, почётные звания
- Награждён нагрудным знаком «Отличник народного образования РСФСР» (1979).
- Заслуженный деятель науки Республики Татарстан (1992).
- Заслуженный деятель науки Российской Федерации (1996).
- Президентский стипендиат «Для выдающихся учёных Российской Федерации» (1995—1997, 2001—2003).
- Почётный член Русского ботанического общества (2003).
- Заслуженный профессор Казанского университета (2007).

Международный биографический центр в Кембридже в 2005 году включил Евгения Леонидовича Любарского в число 2000 выдающихся учёных XXI века.

## Публикации
- Экология вегетативного размножения высших растений. Казань, 1976;
- Ценопопуляция и фитоценоз. Казань, 1976;
- Казанская геоботаническая школа. Казань, 2013.

В соавторстве:
- Структура ценопопуляций вегетативно-подвижных растений. Казань, 1984;
- Экологическое право России: учебное пособие. 4-е изд. М., 2010;
- Экологическое право: учебник. 3-е изд. М., 2012;
- Экологическая безопасность и эколого-правовые проблемы в области загрязнения окружающей среды: учебное пособие. 2-е изд. М., 2013.